# Vodní 3 (Tábor)
Měšťanský dům s adresou Vodní 3 se nalézá v hlavní části městské památkové rezervace v Táboře (čj. 36.568/61-V/2 z 31. 8.1961), v blízkém okolí Žižkova náměstí a jeho pozdně gotické radnice.

## Popis

### Historie
Dům čp.144, stojící na nepravidelném lichoběžníkovém pozemku p. č. 173 o výměře 218 m², má v obvodových zdech středověké základy. V roce 1532 vyhořel, jako velká část domů v centrální části města, protože až do 16. století bylo základní stavební surovinou dřevo. Paradoxně tak ničivé požáry z let 1525–1559 pomohly dalšímu rozvoji města, byly důvodem ke kamenné přestavbě, a uplatnění nových architektonických prvků.
Také dům čp. 144 byl v letech 1574–1589 přestavěn. K domu patřil i pivovar, nacházející se v sousedním domě (čp. 145). Během 17. stol., po založení městského pivovaru na hradě (roku 1612) všechny menší pivovary ve městě definitivně zanikly (znárodnění v roce 1948 mj. zrušilo právo várečné i pivovaru na hradě ). Od roku 1661 byl dům zpustlý. Na konci 18. stol. se velká světnice používala jako bratrská modlitebna, také zde občas hrála kočující divadelní společnosti.
V roce 1858 proběhla úprava oken a dveří, v roce 1916 menší stavební úpravy celého domu. V roce 1933 byla ve dvoře přistavena prádelna. Mezi lety 1966–1974 proběhla oprava fasády, byla zřízena koupelna v 1. patře, v mázhauzu vybourány vestavěné příčky a upraven vstup do domu. Poslední oprava fasády proběhla v roce 1989.
Dvorek je vymezen ohradní zdí s brankou a vraty. Je vybetonován, a do jeho rohu je v současné době vestavěn sklad.

### Architektura
Dům je jednopatrový, nárožní. Situován je v místě křížení ulic, s hlavním čtyřosým průčelím na severní straně, které vrcholí obloučkovým štítem, na jihu navazuje na sousední dům čp.145. Na západním průčelí je rovněž obloučkový štít. Je zde zachovalá klasicistní fasáda s nadokenními římsami, a gotický lomený portál v severním průčelí. V přízemí při nároží najdeme zazděný lomený portál s okoseným kamenným ostěním.
Ve východním traktu v přízemí je řada klenutých prostor. Dvě místnosti jsou zaklenuty křížovou klenbou, další místnost je zaklenuta vysokou hřebínkovou klenbou. V západním traktu je vstupní síň s křížovými hřebínkovými klenbami, dnes rozdělená. V patře domu, v prostorách bývalé modlitebny, je ojedinělá vysoká hvězdicová hřebínková klenba na čtvercovém půdoryse. Dvě další místnosti v patře mají na stropě jednoduché štukové zrcadlo, po obvodu zdobené fabiony. V domě jsou zachovány dveře z přelomu 19. a 20. stol., jedno nebo dvoukřídlé, dřevěné, často s původním kováním, plné kazetové, nebo zčásti prosklené, s dřevěnými obložkami, u některých dveří jsou obloženy i dveřní otvory, obložkami s kazetovými výplněmi.
Sklepní prostor je zaklenutý kamennou valenou klenbou s otisky bednění.

### Kulturní památka
Dům je veden jako nemovitá kulturní památka, rejst. č. ÚSKP 37744/3-4617 – měšťanský dům. Dům je v soukromém vlastnictví. Stavem kulturních památek a kontrolou jejich užívání se zabývá odbor rozvoje MÚ Tábor, který také zajišťuje státní správu na úseku památkové péče a řeší většinu otázek, týkajících se památek i památkově chráněného území. Město Tábor je také od roku 1993 aktivně zapojeno do Programu regenerace městských památkových rezervací (MPR) a městských památkových zón (MPZ).
Již v roce 1962 bylo historické jádro Starého Města vyhlášeno národní kulturní památkou (č. 251/1962 Sb.), jako v jediném městě v té době v ČSSR. Tato centrální část města, ve které stojí také dům Vodní 144/3, je protkána hustou sítí křivolakých uliček, skoro v každé z nich lze nalézt památkově chráněný dům. Většinou jde o renesanční památky, především o řadu měšťanských domů (cca 153 nemovitostí, z toho v soukromém vlastnictví 60 %, ve vlastnictví obce 32 %), s jejich charakteristickými prvky (obloučkovými štíty, freskami a sgrafity).
Současnost se zde prolíná s minulostí, s historickou atmosférou jeho ulic a staveb, jakými je např. i dům Vodní 3, a i proto je Tábor označován za jedno z nejmalebnějších měst v České republice.

### Fotografie
- https://www.turistika.cz/mista/zajimave-mestanske-domy-ve-meste-tabor/foto
- https://www.visittabor.eu/mestanske-domy
- https://sechtl-vosecek.ucw.cz/cml/dir/oldtow